# Erbsenthal
 (novembre 2017).
Si vous disposez d'ouvrages ou d'articles de référence ou si vous connaissez des sites web de qualité traitant du thème abordé ici, merci de compléter l'article en donnant les références utiles à sa vérifiabilité et en les liant à la section « Notes et références ».
L'Erbsenthal est un écart de la commune française d'Eguelshardt, dans le département de la Moselle. Il s'agit d'un ancien domaine terrien.

## Géographie
Le domaine se situe entre les villages de Sturzelbronn et d'Eguelshardt entre les collines boisées du Biesenberg (376 mètres), du Abstberg (375 mètres), de l'Erbsenberg (402 mètres) et du Rothenberg (358 mètres). Coulé dans le lit de la Rothenbach grossie de la Moosbach et de la Zinsel, le domaine, d'une longueur de trois kilomètres, s'étend sur 33 hectares et demi des deux côtés de la rivière : la rive gauche fait partie de la commune de Sturzelbronn (24,5 hectares), la rive droite de la commune d'Eguelshardt (9 hectares). Il comprend en outre un étang de 5,5 hectares, 500 mètres en aval de celui que forme la Rothenbach au niveau de la maison forestière du Biesenberg.

## Histoire

### Naissance du domaine
(novembre 2017).
Si vous disposez d'ouvrages ou d'articles de référence ou si vous connaissez des sites web de qualité traitant du thème abordé ici, merci de compléter l'article en donnant les références utiles à sa vérifiabilité et en les liant à la section « Notes et références ».
Avant le Xe siècle, le vallon d'Erbsenthal, s'il est occupé, ne l'est que par des personnes isolées. En effet, comme toute la région, il est couvert de forêts épaisses coupées de marécages et de rochers de grès, lui donnant un caractère assez sauvage et inhospitalier. En 1135, le duc de Lorraine Simon Ier donne une partie de ses biens de la région de Bitche - Sturzelbronn à son ami saint Bernard, de retour à la cour de Lorraine, pour y fonder l'abbaye de Sturzelbronn. Douze moines venus de Bourgogne, menés par un abbé et appelés " die grauen Mönchen " (les moines gris) avec comme devise Ora et labora (priez et travaillez), créent le monastère cistercien. Déboisant, défrichant et aidés de quelques serfs, bûcherons et paysans, ils valorisent la vallée de la Sturzel, créant le village de Sturzelbronn. Plusieurs princes de la maison de Lorraine choisirent l'abbaye pour lieu de sépulture, notamment Simon Ier qui y est enterré en 1139. 
Peu à peu, les moines vont établir des granges dans les environs, permettant sans doute l'implantation de chaumières isolées qui auraient servi à protéger plus d'un malheureux, fuyant l'un des seigneurs tout proches. C'est pourquoi il semble probable que l'Erbsenthal, à l'époque confondu à ces contrées, ait été occupé par quelques personnes, d'autant plus que selon Dorvaux une chapelle aurait été construite sur le domaine au XIVe siècle et aurait été desservie par les moines de Sturzelbronn. Au XIVe siècle, les seigneurs de Kirkel et de Waldeck font don à l'abbaye de l'étang d'Erbsenthal et de la moitié des forêts de Waldeck. Cependant, l'histoire ne donne pas plus de renseignements sur cette période, quoique certains parlent de granges disparues, allant même jusqu'à affirmer l'existence d'un village entier, disparu durant la Guerre de Trente Ans. Il est par ailleurs certain que l'histoire première de l'Erbsenthal a souvent été confondue avec celle de deux autres annexes voisines que sont l'Altzinsel et le Neuzinsel. Toujours est-il que l'on retrouve très souvent ces dernières avec des suffixes tels que -bach (ruisseau), -weiher (étang), -hof (ferme) ou -thal (vallée).

### Premiers documents écrits
La première trace écrite de l'Erbsenthal intervient au début du XVIIIe siècle : un forestier nommé Michel Gasser demande l'autorisation à l'administration de construire en aval de l'étang d'Erbsenthal une scierie. Néanmoins on note déjà un censier à la ferme d'Altzinsel en 1704, nommé Joseph Ackermann. Michel Gasser, en plus de sa scierie, sera censier à la ferme de Neuzinsel de 1739 à 1741.
Jean-Pierre Leininger épouse l'unique héritière de Michel Gasser, Barbe, et exploite encore la ferme de son beau-père en 1762. En 1775, il est indiqué comme habitant l'Erbsenthal. Selon l'abbé Langenfeld, fils d'un ancien régisseur du domaine, Jean-Pierre Leininger aurait acheté en 1780 l'Erbsenthal, alors que la scierie était en ruines, mais l'information n'est pas justifiée par un écrit officiel. De plus, il est probable que le domaine ait été vendu après la Révolution en 1792 comme bien national.

### Famille de Creutzer

#### Acquisition du domaine
Henri-Guillaume Creutzer, originaire de Deux-Ponts, administrateur du district de Bitche et mort à Volmunster, acquiert vers 1800 la scierie et la ferme d'Altzinsel pour les exploiter. De son union avec Philippine Weyland nait en 1780 son fils Charles-Auguste de Creutzer.
Ce dernier épouse en 1818 Hélène Glasser, née à Guémar, nièce du maréchal Lefèbvre, dont il a trois enfants, nés à Bitche, où ils habitent. 
Le deuxième fils de Henri-Guillaume Creutzer, Auguste de Creutzer, restera célibataire à Bitche. De métier inspecteur des Eaux et Forêts et lieutenant de louveterie pour l'arrondissement de Sarreguemines, il est spécialement chargé de la destruction des animaux nuisibles que contiennent les forêts du canton de Bitche.
Charles-Auguste de Creutzer, nouveau propriétaire de l'Erbsenthal, agrandit le domaine acquis par ses parents en achetant de nouvelles terres. Cependant, lui-même ne les  exploite pas et les loue, sans doute du fait de son métier dans les armées où il s'illustrera. En effet, entré en 1799 dans l'armée du Rhin, il devient successivement:  
- brigadier du 11e Dragon en 1800
- aide de camp du Général Gudin, son beau-frère, dans la même année
- lieutenant en 1801
- capitaine en 1807
- général de brigade en 1813
- général commandant supérieur de la place de Bitche en 1815 et durant l'épisode des Cent-Jours
- inspecteur d'infanterie en 1816
- commandant du département de la Moselle en 1830.

Charles-Augute est promu officier de la Légion d'honneur, et est doté d'une particule. Il meurt à Bitche en 1832, laissant le domaine à ses enfants.

#### Baron
Parmi les enfants, l'aîné, Charles-Auguste de Creutzer, aussi appelé le baron, épouse Camille Bizot, fille du général Bizot, illustre personnage né en 1795, gouverneur de l'École Polytechnique en 1852, qui commande le génie pendant la guerre de Crimée, durant laquelle il est tué devant Sébastopol. Le baron est un riche marchand de bois, s'occupant de trois scieries, dont deux à l'Erbsenthal : les archives ont notamment conservé une ordonnance du roi Louis-Philippe datée de 1835, qui autorise le propriétaire de continuer le roulement pendant cinq ans de la scierie dite d'Erbsenthal. La deuxième se trouvait 500 à 600 mètres en aval, sur le Rothenbach. La troisième qu'il exploitait se trouvait à la Lieschbach. Il était par ailleurs aussi propriétaire des fermes de l'Altzinsel et du Harzhof : la deuxième tire son nom du four à résine qui y fonctionnait. Dans chacune des deux fermes, les fermiers cultivent avec deux bœufs, deux vaches et une génisse. On y cultive très peu de blé, peu d'avoine, mais, en grande quantité, le seigle et les pommes de terre. À la ferme de Neuzinsel, on essaie même le houblon, qui reste sans succès. 
À l'Erbsenthal même, le baron entreprend de faire des transformations en y construisant un château-résidence, s' Schlessel (das Schlössel, le petit château). Il compléta par une maison pour le personnel, une glacière près de l'étang, une serre et diverses dépendances. On parle même d'une maison à deux étages, servant au logement des religieuses qui s'occupaient d'orphelins, dont l'abbé Thilmont était aumônier. La glacière, sorte d'igloo isolé par de la paille, servait à y entasser la glace de l'étang en hiver qui pouvait resservir en été, soit pour être consommée directement, soit pour conserver les aliments tels que les poissons, d'autant plus que l'étang était très poissonneux. La sœur du baron, Malvina, propriétaire du Neuweiher, fait construire en 1859, à l'emplacement de la chapelle du XIVe siècle détruite pendant la Guerre de Trente Ans, une nouvelle chapelle. En 1860, le curé Cordier, de Bitche, dans une lettre adressée à Monseigneur Dupont des Loges, évêque de Metz, demande l'autorisation d'y célébrer la Sainte Messe. L'autorisation est accordée verbalement et renouvelée d'année en année jusqu'en 1934. Les lieux semblent idylliques selon une description de Madame Ott, qui se souvient des paroles de sa mère : " le petit château, ou Schlessel, bâti en descendant le chemin de l'étang avec véranda couverte avec vue sur l'étang. En partant de la chapelle, vers la droite, il y avait une serre avec des fleurs. De belles allées étaient tracées et entretenues, ainsi que du gazon. Il y avait un verger. " Cependant, Charles-Auguste de Creutzer va devenir veuf très jeune : sa femme décède en 1850 à l'âge de vingt ans. C'est pourquoi il va vivre seul au château, toutefois en compagnie de sa fille, Hélène-Julie née en 1848, et de sa sœur, mademoiselle Malvina, qui restera célibataire.

#### Famille Bernard-Dutreil
Hélène-Julie de Creutzer épouse en 1874 Paul Bernard-Dutreil, homme politique issu d'une famille noble de Laval, portant les lettres de noblesse Lemonnier de Lorière pour sa mère, Leclerc de la Jubertière pour sa grand-mère. Monsieur Bernard-Dutreil va être élu député puis sénateur de la Mayenne. La famille, très riche, habite Paris mais vient très souvent au château. En dépit de leur fortune, pendant leurs séjours à l'Erbsenthal, loin de la capitale Française, ils vivent plus simplement. Ils refusent par exemple bien souvent de se déplacer avec les deux autos qu'ils avaient dans le garage d'une des fermes, préférant se promener en calèche. Ils pratiquaient beaucoup la chasse, principalement avec leurs amis de Dietrich. Leurs séjours se déroulent surtout en été, même après l'annexion allemande en 1871 : en effet, la famille a eu l'autorisation de passer six semaines par an au domaine. Après la mort de Malvina, en 1879 et en l'absence de la famille, un régisseur s'occupe des propriétés. Jusqu'en 1902, il s'agit de Pierre Röckel de Schweyen, de 1902 à 1913, de Jean Langenfeld de Lengelsheim, de 1913 à 1923, d'Eugène Mischler d'Eguelshardt et de 1923 à 1939, de Frédéric Breiner. 
Fille de Paul et de Hélène de Creutzer, Hélène, née en 1880, meurt brûlée vive le 4 mai 1897 dans l'incendie du Bazar de la Charité, au milieu de plusieurs centaines de victimes dont Sophie, duchesse d'Alençon,  l'impératrice d'Autriche. On dit que son frère Maurice, qui l'accompagnait, la reconnut au brillant de sa bague et vit sa main disparaître sans pouvoir la sauver. À la suite de cette tragédie, Madame Hélène Dutreil, sa mère, installe à l'Erbsenthal, dans la maison du personnel, deux chambres où elle pose tous les objets concernant sa fille, ses jouets, poupées, habits, et au milieu d'eux, un grand portrait peint. Inconsolable, elle fait promener tous les jours, jusqu'à sa mort, la jument de sa chère fille.
Paul Bernard-Dutreil meurt en 1902. Son fils Maurice lui succède. La déclaration de la guerre en 1914, surprend Maurice Bernard-Dutreil et sa famille qui séjournent comme tous les étés à l'Erbsenthal. Le maire d'Eguelshardt reçoit des autorités allemandes une enveloppe à n'ouvrir qu'en cas de guerre. Il l'ouvre par curiosité et peut y lire : « Sofort Dutreil verhaften wenn es Krieg gibt », soit « Arrêter d'urgence Dutreil si la guerre éclate ». Il envoie faire prévenir le concerné, qui peut, avec la complicité des de Dietrich, atteindre la frontière suisse in extremis, d'autant plus que celle-ci est bien surveillée et déjà fermée.

### Déclin et fin du domaine
Un second accident vient endeuiller l'Erbsenthal le 18 août 1920. En effet à l'Erbsenfelsen, rocher situé non loin du domaine, Madame la vicomtesse André Lavaurs, née Justine Pauline Germaine Quatre-Solz de Marolles, parente des Dutreil en visite au domaine, fait une chute mortelle. Elle s'était agrippée à une broussaille, sans penser que les racines pouvaient n'être que superficielles. Elle mourut à l'âge de trente-neuf ans. Une croix en grès est érigée en sa mémoire, mais détruite par mégarde lors d'un abattage d'arbres. On lui substitue une croix blanche, peinte sur le rocher, à l'endroit même de la chute fatale. Maurice, seul héritier du domaine et résident à Paris, vend vers 1935 l'ensemble de ses biens à l'Erbsenthal : les bâtiments et les terres sont achetés par la famille de Dietrich, déjà propriétaire des environs, certains des biens matériels sont vendus à des particuliers, notamment à des habitants d'Eguelshardt, dont certains anciens possèdent encore du mobilier issu du Schlössel. Quelques années plus tard, après la fin du merveilleux épisode de l'Erbsenthal, s'achève également la descendance directe de la famille Creutzer-Dutreil, qui habitait au domaine. En effet, la femme de Maurice Dutreil, Louise de Warenghien, est malade et n'a pas d'enfants. Son mari, haut fonctionnaire, député de la Mayenne,  est décédé le 18 juin 1940 à la Rouairie, sa propriété près Mayenne, mettant fin à la lignée de l'Erbsenthal. 
Par la construction de la Ligne Maginot, la région est truffée de casemates en tous genres. Durant la Seconde Guerre mondiale, les batailles font rage dans les environs : tous les bâtiments de l'Erbsenthal sont détruits. Des travaux auraient même été fait au niveau de la digue de l'étang, pour inonder la vallée. Durant la guerre, deux soldats allemands, dont un séminariste, sont enterrés devant la chapelle. Ils seront transférés vers le cimetière militaire de Niederbronn. Au sortir des combats, les de Dietrich font niveler ce champ de ruines et plantent des forêts. Cependant, seul vestige du passé, la chapelle Notre-Dame-des-Bois résiste aux dommages de la guerre et les propriétaires lui épargnent la destruction.

### Aujourd'hui
Du château, il subsiste encore quelques pans de mur, dont un escalier qui était utilisé pour faire des promenades dans les forêts environnantes, un rocher formant une très petite grotte dans laquelle des chevaux furent attachés pendant la guerre. Des fers à cheval sont plantés dans le roc. Une partie de la cave du château est transformée au lendemain de la guerre en garage, servant lors de manifestations privées au domaine.
Des fermes entourant le château subsistent les fondations et quelques murets. Les fermes du Harzhof et de l'Altzinsel sont tombées en ruines mais la route forestière de Harzhoffen prouve que cet endroit était jadis habité. La ferme de Neuweiher, ancienne propriété de Malvina, la fondatrice de la chapelle, est encore habitée, rebaptisée Maison Forestière des Forêts Domaniales de Sturzelbronn. La ferme de Neuzinsel est rachetée en 1885 par les Allemands et détruite en 1900. La chapelle Notre-Dame-des-Bois demeure le seul témoin encore vivant du prestige passé du domaine de l'Erbsenthal.